# Порох, Григорий Акимович
Григорий Акимович Порох (1923, Акмолинская губерния, Киргизская АССР, РСФСР — 12 декабря 1983, Львов) — украинский советский хозяйственный и государственный деятель, начальник управления Львовской железной дороги. Депутат Львовского областного совета народных депутатов. Член КПСС.

## Биография
Родился в 1923 году в селе Акан-Бурлук (Кокчетавский уезд Акмолинской губернии).
Трудовую деятельность начал в 1943 году дежурным по станции Ухта Северной железной дороги.
В 1949 году окончил Ленинградский институт инженеров железнодорожного транспорта.
В 1949—1973 годах — инженер, начальник станции, начальник Ровенского отделения Львовской железной дороги, 1-й заместитель начальника управления Львовской железной дороги.
В 1973—1975 годах — 1-й заместитель директора Бюро по эксплуатации общего парка грузовых вагонов стран-членов Совета экономической взаимопомощи в городе Праге, Чехословакия.
В 1975—1983 годах — начальник Львовской железной дороги.
Умер в Львове 12 декабря 1883 года. Похоронен на Лычаковском кладбище.

## Награды
- два ордена Трудового Красного Знамени
- орден «Знак Почёта»
- орден Дружбы народов